# Bolígrafo de gel

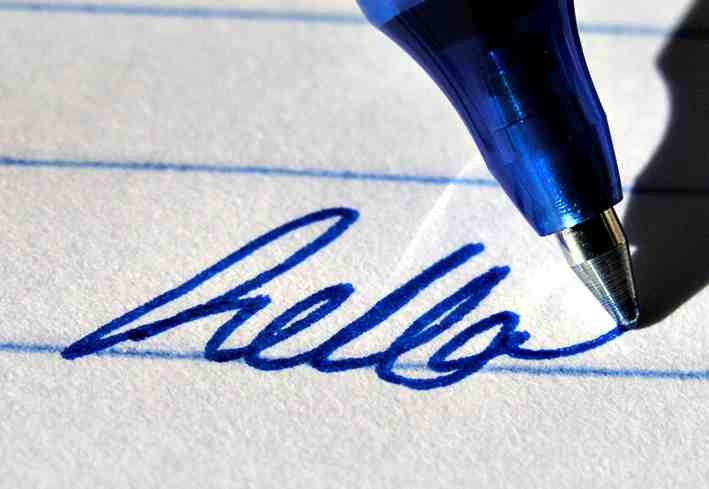
La punta de un bolígrafo de gel.

Un bolígrafo de gel es un tipo de bolígrafo que utiliza tinta en la que el pigmento se suspende en un gel a base de agua. Debido a que la tinta es espesa y opaca, se muestra más claramente en superficies resbaladizas que las tintas típicas utilizadas en bolígrafos regulares o rotuladores. Los bolígrafos de gel se pueden utilizar para muchos tipos de escritura e ilustración.
El diseño general de un bolígrafo de gel es similar al de un bolígrafo de tinta normal, con un cilindro que contiene el mecanismo de escritura y una tapa, y un depósito lleno de tinta. Al final del tubo de tinta hay un «seguidor» de Tinta, hecho de un material gelificado más viscoso que suele ser translúcido y sigue a la tinta a base de agua. El seguidor evita principalmente las fugas y el reflujo de la tinta. Los barriles se pueden crear en muchos tamaños y diseños diferentes; algunos tienen agarres para los dedos de goma o plástico. El tamaño de la plumilla o punta del Bolígrafo oscila entre 0,18 milímetros (0 plg) a 1,5 milímetros (0,1 plg) .

## Tinta de gel

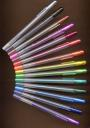
Bolígrafos de gel

En comparación con otras tintas, la tinta en gel tiene una viscosidad de punto de fusión más alta, lo que admite una mayor proporción de pigmentos en el medio. Los pigmentos suelen ser ftalocianina de cobre, negro de humo y óxidos de hierro, y el gel está formado por agua y biopolímeros, como goma xantana y goma tragacanto, así como algunos tipos de espesantes de poliacrilato. Los pigmentos son opacos y los bolígrafos de gel están disponibles en varios colores brillantes y pastel, así como en colores opalescentes, metálicos y brillantes que aparecen claramente en papel oscuro. Muchas tintas en gel son resistentes al agua y no se eliminan con agua una vez que la tinta se ha secado. La tinta en gel resistente al fraude no se ve afectada por disolventes como la acetona y resiste el lavado de cheques.
La tinta en gel resiste un método analítico comúnmente utilizado para evaluar la edad potencial de la tinta con fines forenses. El Servicio Secreto de los Estados Unidos ha mantenido la Biblioteca Internacional de Tintas durante muchas décadas. Debido a que los fabricantes cambian ligeramente las fórmulas de tinta de un año a otro, se puede utilizar cromatografía de capa fina (TLC) en la tinta de los bolígrafos tradicionales para rastrear el fabricante y la fecha de fabricación de la mayoría de las tintas. Los pigmentos de la tinta en gel no se disuelven y, por lo tanto, no se pueden analizar con TLC.

## Historia
Los primeros bolígrafos de gel fueron producidos por Sakura Color Products de Osaka, Japón.  El primer bolígrafo de gel que se lanzó comercialmente fue el Ball sign 280,  vendido por Sakura Color Products en Japón. Su primer producto que estuvo disponible en Estados Unidos a finales de la década de 1980 fue el Gelly Roll.  Después de esto, Crayola comenzó a producir bolígrafos con cuerpos más gruesos y comercializarlos entre los niños. Los geles de estos bolígrafos estaban compuestos de destellos metálicos y colores fluorescentes, populares entre los artistas por su fácil control y su capacidad de dibujo suave.    
La Oficina del Sheriff del Condado de Door ha aconsejado al público que escriba cheques con bolígrafos de gel, que son más difíciles de quitar que un bolígrafo de tinta normal.